# Ottoïta
L'ottoïta és un mineral de la classe dels òxids. Rep el nom de la muntanya Otto, a Califòrnia, la localitat tipus.

## Característiques
L'ottoïta és una oxisal de fórmula química Pb₂TeO₅. Va ser aprovada com a espècie vàlida per l'Associació Mineralògica Internacional l'any 2009. Cristal·litza en el sistema monoclínic, i es troba formant cristalls en forma de llança.

## Formació i jaciments
Aquesta espècie va ser descrita gràcies a les troballes en dues mines de la muntanya Otto, al comtat de San Bernardino, a l'estat de Califòrnia (Estats Units): la mina Aga i la mina Bird Nest drift. També ha estat descrita en un altre indret propera a la mateixa muntanya, així com a les mines Joe i Grand Central del districte de Tombstone, a l'estat nord-americà d'Arizona. No ha estat trobada en cap altre indret del planeta.